# Игор Яновски
Игор Сергеевич Яновски (на руски: И́горь Серге́евич Яно́вский) е бивш руски футболист. Част от шампионския тим на Алания от сезон 1995. Има 32 мача за националния отбор. Племенник на бившия вратар Александър Яновски. Има 32 мача за руския национален отбор.

## Клубна кариера
Започва кариерата си в Автодор Владикавказ през 1991 г., като записва 1 мач. На следващия сезон става един от най-важните играчи в тима и печели Втора дивизия, зона Юг. През 1993 г. преминава в Алания. По това време треньор му е Валери Газаев, с който се срещат отново в ЦСКА Москва. Игор дебютира за Алания още в първия кръг на шампионата в мач с Асмарал. През 1995 г. става шампион на страната, а през 1996 и 1997 е избран за най-добър опорен халф. Участва на Евро 96, където записва 2 мача. След като Алания участва в евротурнирите, той е забелязан от Пари Сен Жермен и е купен от французите за 5 млн. долара. През 1998/99 изиграва най-много мачове от полевите играчи. Артур Жорже, а по-късно и Ален Жирес го използват като ляв бек. На следващия сезон той губи титулярното си място и започва да играе по-често чак към края на сезона. Все пак Яновски става вицешампион на Франция и финалист за националната купа. През 2000 треньорът Луис Фернандес иска да освободи квотата за чужденец за бразилецът Вампета, а Игор много рядко записва срещи в отбора. Към него има интерес от Седан, Тулуза и Ланс, но той решава да се върне в Русия и през 2001 подписва 5-годишен договор с ПФК ЦСКА Москва. Там той играе като ляв полузащитник, а по-късно е върнат в защита, тъй като по това време в отбора на „армейците“ няма изявен ляв бек. През 2003 става шампион на Русия, но след края на сезона голяма част от шампионския тим, включително и Яновски, са продадени. Играчът се завръща в Алания, след което играе още 2 за френския Шатору в Лига 2. След това слага край на кариерата си.